# تمرد دور
كان تمرد دور (1841-1842) محاولة من قبل أفراد الطبقة الوسطى لفرض الديمقراطية في ولاية رود آيلاند الأمريكية، إذ كانت هناك نخبة ريفية صغيرة تسيطر على مقدرات الولاية وحكومتها. قاد التمرد توماس ويلسون دور، الذي حشد المحرومين للمطالبة بتغيير القواعد الانتخابية للولاية. كانت الولاية لا تزال تعتمد الميثاق الاستعماري لعام 1663 كدستور للولاية، والذي تطلب أن يمتلك الناخبون الأرض كمؤهلات للتصويت، وطلبت قواعد تشريعية لاحقة أن يكون الرجل أبيض وأن يمتلك عقارًا بقيمة 134 دولارًا حتى يحق له التصويت.

## خلفية
هيمنت مصالح النخبة الريفية على الولاية بالإضافة إلى حرمان غالبية السكان من التصويت. حافظت النخبة على تمثيلها في المجلس التشريعي، وفي ظل هذا النظام الجغرافي، كان تمثيل أكثرية السكان في المدن ناقصًا بشدة. وأصبح التأثير النهائي لذلك في ثلاثينيات القرن التاسع عشر أن المدن الصناعية سريعة النمو كانت أقل تمثيلاً بكثير في الهيئة التشريعية من ممثلي الريف، ما أثار استياء رجال الأعمال والصناعيين الكبار في المدن. تخلف المجلس التشريعي للولاية عن الاستثمار في البنية التحتية والاحتياجات الأخرى للمناطق المدنية، ولم يستجب للاحتياجات الخدمية للمدن.
شهدت الولايات الأخرى التي كانت تستقبل المهاجرين ارتفاعًا كبيرًا في نسبة المشاركة في التصويت في عام 1840، لكن التصويت في ولاية رود آيلاند ظل مكبوتًا وناقصًا. أخذت الطبقة الوسطى زمام المبادرة في محاولات التغيير في البداية، وعمل توماس دور نفسه مع جمعية رود آيلاند لحق الاقتراع. تعرضت الحكومة التي تسيطر عليها النخبة الريفية لضغوط شديدة، فكتبت دستورًا جديدًا للولاية في عام 1843 ألغى شرط ملكية الأراضي للرجال المولودين في الولايات المتحدة، ولكنه احتفظ به للمواطنين المولودين في الخارج، وخصص المزيد من المقاعد في الهيئة التشريعية للمدن، وقد أرضى ذلك المحتجين المولودين في البلاد.
رفضت حكومة الولايات المتحدة التدخل المباشر في الأزمة، رغم أن الديمقراطيين قدموا بعض الدعم المعنوي للاحتجاجات. حكمت حكومة الولاية على دور وخمسة من مساعديه بالسجن مدى الحياة، ثم عفا عنهم حاكم الولاية في عام 1845 بعد انتهاء الاضطرابات السياسية، لكن الولاية لم تتنازل عن شروط ملكية الأراضي للناخبين المهاجرين حتى عام 1888. وفي الانتخابات الرئاسية لعام 1844 بعد تمرد دور والتغييرات التي حدثت في شروط الانتخاب شارك 12296 ناخبًا في رود آيلاند، وهي زيادة كبيرة عن 8621 صوتًا في انتخابات عام 1840.

## التمرد
تخلى مؤيدو حق الاقتراع بقيادة دور في عام 1841 عن محاولات تغيير النظام من الداخل. عقد المتمردون مؤتمرًا غير قانوني في أكتوبر وصاغوا دستورًا جديدًا، عُرف باسم دستور الشعب، والذي منح حق التصويت لجميع الرجال البيض الذين يقيمون لمدة عام واحد في الولاية. كان دور قد أيد في البداية منح حقوق التصويت للسود، لكنه غيَّر موقفه في عام 1840 بسبب ضغوط من المهاجرين البيض الذين أرادوا الحصول على حق التصويت أولاً. شكلت الجمعية العامة للولاية اتفاقًا منافسًا، وصاغت دستور فريمن الذي احتوى بعض التنازلات.
حدث تصويت على الدستور في أواخر ذلك العام، وفاز دستور الشعب بأغلبية ساحقة بفضل دعم الناخبين المؤهلين حديثًا، وفي أوائل عام 1842 نظمت كلتا المجموعتين انتخابات خاصة بهما، ما أدى إلى اختيار كل من دور وصمويل وارد كينغ حاكمًا لولاية رود آيلاند. لم يبد كينغ أي بوادر لاعتماد الدستور الجديد، وعندما وصلت الاحتجاجات إلى ذروتها أعلن الأحكام العرفية، وفي 4 مايو طلب المجلس التشريعي للولاية إرسال القوات الفيدرالية لقمع التجمعات الخارجة عن القانون. أرسل الرئيس جون تايلر مراقبًا لتحري الوضع، ثم قرر عدم إرسال جنود إلى الولاية، لكنه أعلن اعتمادًا على دستور الولايات المتحدة أنه إذا حدثت مقاومة لتنفيذ قوانين ولاية رود آيلاند، فسيكون من واجب الحكومة الأمريكية تنفيذ الدستور ودعم حكومة الولاية.